# Mirandea
Mirandea là chi thực vật có hoa trong họ Acanthaceae.